# Supercoupe du Ghana de football
La supercoupe du Ghana de football est une compétition de football opposant lors d'un match unique le champion du Ghana au vainqueur de la coupe du Ghana. La compétition connaît une longue interruption dans les années 2000, à l'instar de la coupe du Ghana.

## Palmarès
| Saison                      | Vainqueur                  | Score       | Finaliste           |
| --------------------------- | -------------------------- | ----------- | ------------------- |
| 1997                        | Hearts of Oak              | 1-0         | Ghapoha             |
| 1998                        | Hearts of Oak              | 2-1         | Asante Kotoko       |
| Non joué entre 1999 et 2010 |                            |             |                     |
| 2011                        | FC Nania                   | 1-1, 4-3tab | Berekum Chelsea     |
| 2012                        | Asante Kotoko              | 2-0         | New Edubiase United |
| 2013                        | Asante Kotoko              | 3-0         | Medeama             |
| 2014                        | Asante Kotoko              | -           | -                   |
| 2015                        | Non joué                   | Non joué    | Non joué            |
| 2016                        | Medeama                    | 1-0         | Ashanti Gold SC     |
| 2017                        | Wa All Stars Football Club | 1-0         | Bechem United       |
| 2018                        | Aduana Stars               | 1-0         | Asante Kotoko       |
| Non joué en 2019 et 2020    |                            |             |                     |
| 2021                        | Hearts of Oak              | -           | -                   |
| 2022                        | Annulé                     | Annulé      | Annulé              |
| 2023                        | Medeama                    | 2-1         | Dreams FC           |